# Tympanuchus pallidicinctus
Il tetraone di prateria minore (Tympanuchus pallidicinctus Ridgway, 1873) è un uccello americano della famiglia dei Fasianidi e una delle tre specie del genere Tympanuchus.
Il gallo prataiolo minore è leggermente più piccolo e chiaro del suo parente più prossimo, il Tympanuchus cupido.
Durante il periodo degli accoppiamenti è solito mettersi in mostra aprendo a ruota la propria coda, così da attirare le femmine.

## Distribuzione e habitat
Circa la metà di tutti gli esemplari vive nel Kansas occidentale, l'altra metà invece, vive nelle praterie del Oklahoma occidentale, Texas, Nuovo Messico e Colorado sud-orientale. La perdita dell'habitat ha reso vulnerabile questa specie.